# Norbert Blüm

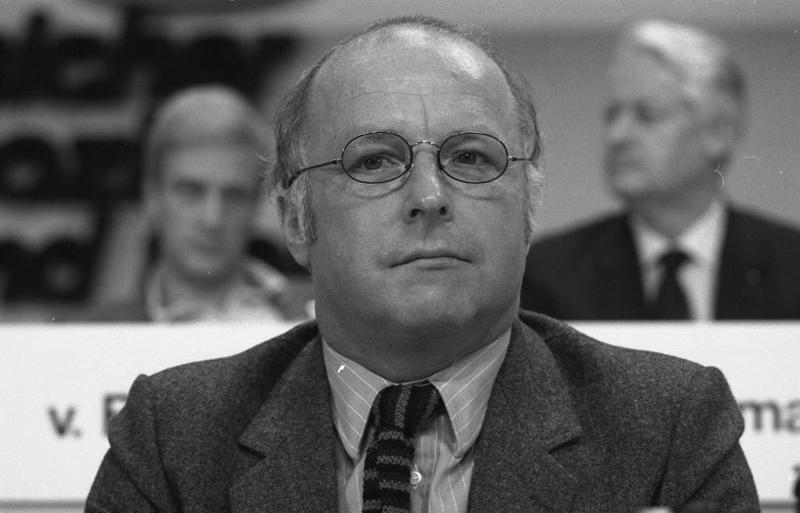
Norbert Blüm in 1981

Norbert Sebastian Blüm (Rüsselsheim, 21 juli 1935 – Bonn, 23 april 2020) was een Duitse federale politicus uit Noordrijn-Westfalen, voorzitter van de CDU van Noordrijn-Westfalen (1987-1999) en voormalig minister voor arbeid en sociale zaken (1982-1998) in de regering van Helmut Kohl.
Blüm werd opgeleid als gereedschapsmaker en was tot 1957 werkzaam bij Adam Opel AG in zijn geboortestad. Gedurende deze tijd was hij een van de oprichters van de lokale scoutsgroep binnen de Deutsche Pfadfinderschaft Sankt Georg (DPSG).
Vooral tijdens zijn politieke loopbaan toonde Blüm zich een uitgesproken criticus van de agenda en het verloop van Scientology. Als gevolg hiervan werd hij een doelwit van de advocaten van Scientology, die beweerden dat de organisatie slachtoffer was van religieuze discriminatie in Duitsland.
In de zomer van 1987 reisde Blüm naar Chili om de Colonia Dignidad, een door Paul Schäfer opgerichte sekte, te bezoeken en beschuldigingen van ernstige mensenrechtenschendingen te verifiëren, maar werd niet toegelaten. Hij voerde campagne voor vervolgde tegenstanders van het regime in Chili en bekritiseerde Pinochet en zijn militaire dictatuur duidelijk, onder meer tijdens een persoonlijke ontmoeting met de generaal. Hij kreeg een aanbod van Pinochet om veertien ter dood veroordeelde gevangenen te redden door hen asiel te verlenen in Duitsland. Volgens persberichten bracht Blüms inzet voor de mensenrechten in Chili de regeringscoalitie en de zusterpartijen CDU/CSU op de rand van een breuk. De CSU-voorzitter Franz Josef Strauß verdedigde destijds het regime van Pinochet, en minister van Binnenlandse Zaken Friedrich Zimmermann verwierp de toelating van de veertien leden van de revolutionaire linkse MIR-beweging tot de Bondsrepubliek. 

Blüm ontving de Leipzig Human Rights Award in 2001.